# Паженица
Паженица (пол. Parzenica) — вышитый сердцеобразный орнамент, характерный для декоративно-прикладного искусства гуралей. Узор часто встречается на мужских брюках традиционного гуральского костюма.

## Описание
Изначально паженица представляла собой простую строчку петель, используемую для защиты обрезанной ткани брюк от изнашивания. Современные портные начали использовать в паженице красные или тёмно-синие строчки, одновременно увеличив количество петель. Позже строчка была заменена аппликацией с вышивкой. Использование шерстяной пряжи для паженицы позволило сделать узор более ярким, и со временем её стали использовать только для украшения одежды.

## История
Этот характерный декоративный мотив, вероятно, возник в Венгрии, и к началу XX века он стал одним из самых узнаваемых орнаментов в Подгалье.
Происхождение термина неясно. Вполне возможно, название связано со старопольскими глаголами parznąć и parznić, означающими «делать что-то грязным». Первоначально название также применялось к другим объектам, используемым в повседневной жизни гуралей, в том числе деревянным формам для производства сыра и сердцевидным мотивам в резьбе по дереву.